# C'était elle !
C’était elle ! est une nouvelle d’Anton Tchekhov.

## Historique
C’était elle ! est initialement publiée dans la revue russe Les Éclats, numéro 52, du 27 décembre 1886, sous le pseudonyme Antocha Tchékhonté.

## Résumé
Le colonel à la retraite Vyvertov raconte ses souvenirs de jeune aspirant à trois demoiselles. C’était en 1843, il était en garnison en Pologne à Częstochowa. Jeune officier tête brûlée et coureur de jupons, son poste d’aide de camp du colonel l’obligeait à se déplacer sans cesse dans le district. 
Le jour de Noël, il dut se rendre au village voisin ; il gelait à pierre fendre. Il part avec son cocher, mais une tempête de neige se lève à mi-parcours et les obligent à demander l’hospitalité au comte Bojadlowki. Le comte est absent, mais l’intendant leur donne le gîte et le couvert.
En le conduisant à sa chambre, l’intendant l’avertit qu’il y a peut-être des revenants dans la maison. Cela suffit pour l’empêcher de trouver le sommeil. Les bruits de la vaste demeure, les souris, le vent qui hurle dehors, tout le terrorise déjà jusqu’au moment où il entend clairement des bruits de pantoufles qui traînent par terre, deux bras qui l’enlacent. Une femme lui donne un long baiser et passe la nuit avec lui. Le lendemain soir, même scénario. Il ne peut finalement repartir que le surlendemain. 
Voilà ! Son histoire est terminée ! Les trois demoiselles lui demandent : « Mais qui était cette femme ? » Eh bien, cette femme était mon épouse. Les demoiselles sont déçues de cette chute, lui reprochent cette fin banale et boudent leur repas. Vyvertov leur avoue alors que c’était la femme de l’intendant : les demoiselles retrouvent le sourire et l’appétit !

## Édition française
- C’était elle !, traduit par Madeleine Durand et Édouard Parayre, révision de Lily Dennis, Bibliothèque de la Pléiade, éditions Gallimard, 1967  (ISBN 978 2 07 0105 49 6).